# 蒙培元
蒙培元（1938年2月9日—2023年7月12日），男，甘肃庄浪人，中国哲学史家，曾任中国社会科学院哲学研究所研究员、博士生导师，中国哲学史学会副会长。